# Recettore della somatostatina
Esistono cinque recettori della somatostatina conosciuti, tutti accoppiati a proteine G e dotati di sette domini transmembrana.
- SST1 codificato dal gene SSTR1
- SST2 codificato dal gene SSTR2
- SST3 codificato dal gene SSTR3
- SST4 codificato dal gene SSTR4
- SST5 codificato dal gene SSTR5